# Alloinay
Alloinay é uma comuna francesa na região administrativa da Nova Aquitânia, no departamento de Deux-Sèvres. Estende-se por uma área de 32.38 km². Em 2010 a comuna tinha 898 habitantes (densidade: 27,7 hab./km²).
Foi criada em 1 de janeiro de 2017, a partir da fusão das antigas comunas de Gournay-Loizé (sede da comuna) e Les Alleuds.